# Bonneval (Eure-et-Loir)
Bonneval é uma comuna francesa na região administrativa do Centro, no departamento Eure-et-Loir. Estende-se por uma área de 28,89 km². Em 2010 a comuna tinha 5 051 habitantes (densidade: 174,8 hab./km²).